# Diocesi di Okigwe
La diocesi di Okigwe (in latino: Dioecesis Okigvensis) è una sede della Chiesa cattolica in Nigeria suffraganea dell'arcidiocesi di Owerri. Nel 2021 contava 937.157 battezzati su 1.779.636 abitanti. È retta dal vescovo Solomon Amanchukwu Amatu.

## Territorio
La diocesi comprende la parte settentrionale dello stato nigeriano di Abia e la parte nord-orientale dello stato di Imo.
Sede vescovile è la città di Okigwe, nello stato di Imo, dove si trova la cattedrale dell'Immacolata Concezione.
Il territorio è suddiviso in 119 parrocchie.

## Storia
La diocesi è stata eretta il 24 gennaio 1981 con la bolla Quandoquidem Sanctissima di papa Giovanni Paolo II, ricavandone il territorio dalla diocesi di Umuahia. Originariamente era suffraganea dell'arcidiocesi di Onitsha.
Il 26 marzo 1994 è entrata a far parte della provincia ecclesiastica dell'arcidiocesi di Owerri.

## Cronotassi dei vescovi
Si omettono i periodi di sede vacante non superiori ai 2 anni o non storicamente accertati.
- Anthony Ekezia Ilonu † (24 gennaio 1981 - 22 aprile 2006 dimesso)
- Solomon Amanchukwu Amatu, succeduto il 22 aprile 2006

## Statistiche
La diocesi nel 2021 su una popolazione di 1.779.636 persone contava 937.157 battezzati, corrispondenti al 52,7% del totale.
| anno | popolazione | popolazione | popolazione | presbiteri | presbiteri | presbiteri | presbiteri                | diaconi | religiosi | religiosi | parrocchie |
| anno | battezzati  | totale      | %           | numero     | secolari   | regolari   | battezzati per presbitero | diaconi | uomini    | donne     | parrocchie |
| ---- | ----------- | ----------- | ----------- | ---------- | ---------- | ---------- | ------------------------- | ------- | --------- | --------- | ---------- |
| 1990 | 363.778     | 1.330.721   | 27,3        | 94         | 94         |            | 3.869                     |         | 32        | 48        | 37         |
| 1999 | 562.996     | 1.500.984   | 37,5        | 166        | 151        | 15         | 3.391                     |         | 52        | 68        | 50         |
| 2000 | 712.945     | 1.589.291   | 44,9        | 201        | 186        | 15         | 3.546                     |         | 37        | 70        | 83         |
| 2001 | 722.955     | 1.590.103   | 45,5        | 247        | 224        | 23         | 2.926                     |         | 60        | 80        | 84         |
| 2002 | 742.370     | 1.617.720   | 45,9        | 191        | 168        | 23         | 3.886                     |         | 61        | 90        | 86         |
| 2003 | 748.731     | 1.625.868   | 46,1        | 220        | 197        | 23         | 3.403                     |         | 60        | 99        | 87         |
| 2004 | 823.483     | 2.001.838   | 41,1        | 202        | 179        | 23         | 4.076                     |         | 60        | 79        | 87         |
| 2013 | 826.000     | 2.408.000   | 34,3        | 232        | 225        | 7          | 3.560                     |         | 31        | 152       | 91         |
| 2016 | 951.402     | 2.567.000   | 37,1        | 268        | 261        | 7          | 3.550                     |         | 39        | 178       | 103        |
| 2019 | 1.020.000   | 2.771.300   | 36,8        | 323        | 315        | 8          | 3.157                     |         | 33        | 183       | 109        |
| 2021 | 937.157     | 1.779.636   | 52,7        | 331        | 319        | 12         | 2.831                     |         | 39        | 160       | 119        |